# Forte di Derawar
Il Forte di Derawar è una grande fortezza quadrata situata a Bahawalpur, nel Punjab pakistano. I suoi quaranta bastioni sono visibili per molte miglia all'interno del deserto di Cholistan. Le mura hanno una circonferenza di 1500 metri e si innalzano sino ad un'altezza di 30 metri.

## Storia
Il forte fu costruito dalla famiglia reale Bhati di Jaisalmer, appartenente al ceppo induista Rajput. Rimase nelle sue mani fino al 1733, quando venne conquistato dai Nababbi di Bahawalpur, passando sotto la proprietà della famiglia Abbasi. Nel 1747 venne preso da Bahawal Khan, in seguito al suo interessamento verso la regione di Shikarpur, ma nel 1804 il Nababbo Mubarak Khan prese nuovamente la fortezza, ripristinando su di essa il dominio dei proprietari originari.
La vicina moschea fu edificata traendo spunto da quella situata nel Forte rosso di Delhi. Esiste anche una necropoli reale appartenuta alla famiglia Abbasi, che tuttora rimane proprietaria del Forte di Derawar. L'area è infine ricca di manufatti archeologici associati con Ganeriwala, una grande città della civiltà della valle dell'Indo non ancora portata completamente alla luce .